# Noorderkerk (Hoorn)
De Noorderkerk of Vrouwenkerk is een driebeukige hallenkerk in het centrum van Hoorn. De kerk is het oudste gebouw van de stad Hoorn.
In 1426 werd op de plek van de middelste hal een houten kapel gebouwd, dat vanwege een groeiend aantal bezoekers voor het Mariabeeld te klein werd. In 1441 werd begonnen met de bouw van een stenen kerk. Deze kerk werd op zijn beurt ook te klein waarna er in 1506 aan de zuidelijke gevel een tweede hal werd gebouwd. Drie jaar later, in 1509, begon de bouw van de noordelijke hal. Deze hal werd in 1519 afgerond. 
De kerk ligt tussen het Kleine Noord en de Veemarkt. Door de vorm van de kavel waarop de kerk is gebouwd heeft de kerk een gerende gevel. Aan de kant van het Kleine Noord hangt aan de middelste gevel een grote klok aan de kerk. Op het dak hierachter is een dakruiter geplaatst. In de kerk bevindt zich de wenteltrap die in de voormalige Grote Kerk (die in 1878 door brand werd verwoest) naar het orgel leidde. De vloer is bedekt met grafstenen (waaronder die van de vader van Willem IJsbrantsz. Bontekoe), die echter na een restauratie van de kerk in 1853 niet meer op hun oorspronkelijke plaats liggen.
Achter het zeventiende-eeuwse koorhek bevindt zich de zogenaamde armenkerk, voorzien van kale houten banken en preekstoel, waar tot in het begin van de twintigste eeuw kerkdiensten voor arme mensen werden gehouden. De vloer bestaat uit ruwe gele baksteentjes.
Ook Willem Cornelisz Schouten, een Hoorns ontdekkingsreiziger, overleden in 1625, werd in deze kerk begraven.
Tot 2017 deed de kerk dienst voor diensten van de Protestantse Gemeente te Hoorn-Zwaag, een samenvoeging van de Gereformeerde Kerk Hoorn, de Hervormde Gemeente Hoorn en de Hervormde Gemeente te Hoorn-Zwaag. Sinds 2017 is de kerk eigendom van de Coöperatie Westfries Cultuur Goed en wordt de kerk uitsluitend nog gebruikt voor evenementen en concerten.
De kerk is ingeschreven in het Rijksmonumentenregister.

## Orgel
Tot in de jaren 70 van de vorige eeuw bevond zich een Frans harmonium met twee manualen in de kerk, dat handmatig van lucht moest worden voorzien.
Nadat de Grote Kerk door de Hervormde Gemeente Hoorn buiten gebruik was gesteld en de Noorderkerk als hoofdkerk werd aangewezen ging men op zoek naar een volwaardig kerkorgel. Men kreeg de gelegenheid om een orgelkast aan te kopen van een klooster bij Tegelen. Na in eerste instantie een reconstructie te hebben opgestart, kwam men in de gelegenheid om een binnenwerk aan te kopen, afkomstig van de Westerkerk in Capelle aan den IJssel, wat zeer goed paste bij het Hoornse meubel.
Orgelmaker Verschueren voegde beide samen na restauratie en plaatste het in 1971 in de Noorderkerk.

In 2006 werd het instrument opgeknapt door de firma Flentrop en werd het orgel uitgebreid met een pedaalstem om de draagkracht van het instrument te vergroten.

### Dispositie van het orgel
| Manuaal C–f3              |
| Montre 8'                 |
| Bourdon 8' bas en disc.   |
| Flûte Travairs 8' disc    |
| Prestant 4' (1971)        |
| Flûte 4'                  |
| Nasard 2 2/3'             |
| Doublette 2'              |
| Mixture 3 sterk           |
| Trompette 8' bas en disc. |
| tremulant                 |

| Pedaal C–c1        |
| Bourdon 16′ (2006) |

- Toon hoogte a1 = 435 Hz
- Temperatuur: Evenredig Zwevende stemming